# 比溫肯

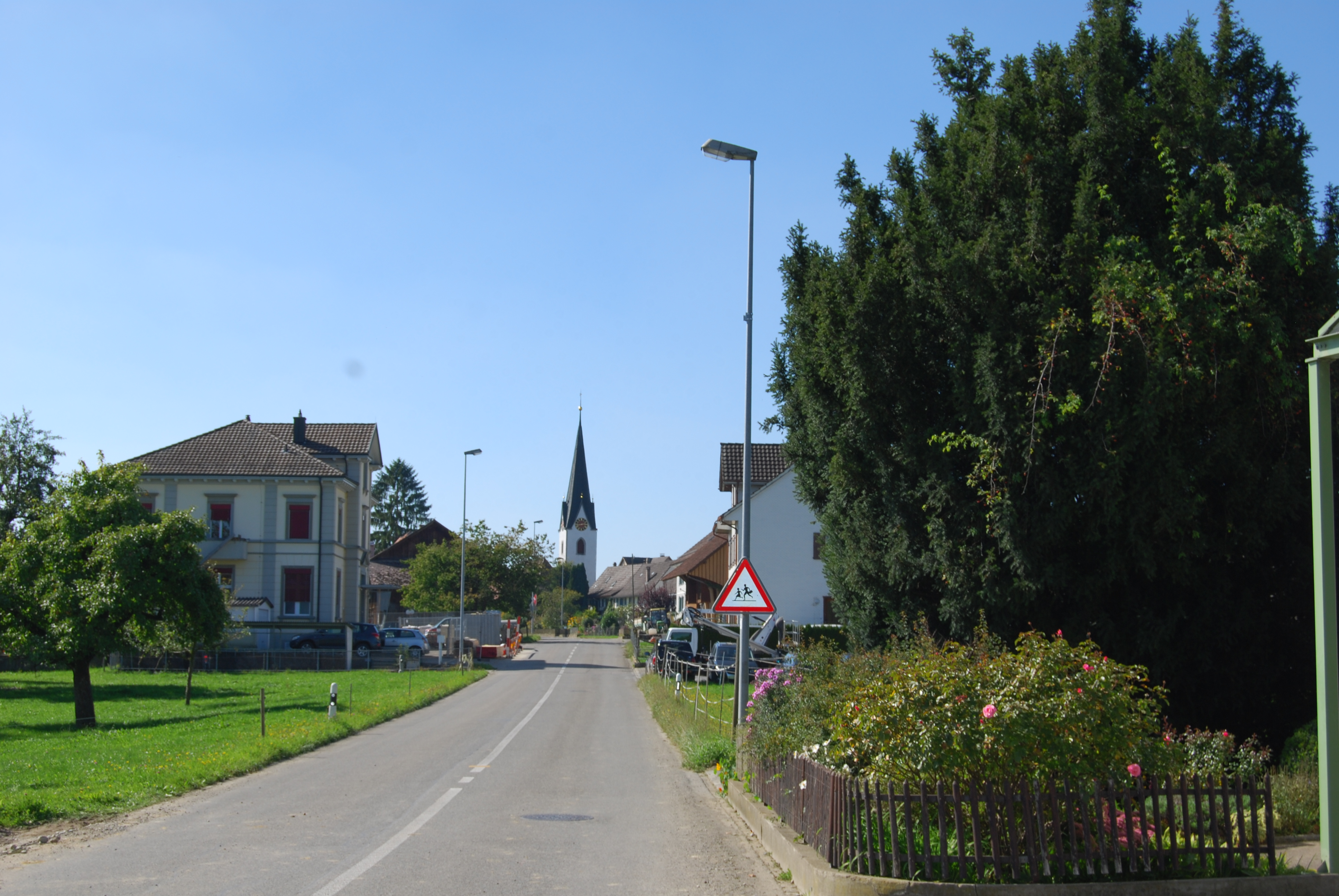
比溫肯

比溫肯是瑞士的城鎮，位於該國東北部，由圖爾高州負責管轄，面積12.35平方公里，海拔高度550米，2012年人口1,333，五成半人口信奉基督教，人口密度每平方公里108人。